# 因布亞 (聖卡塔琳娜州)
因布亚是巴西圣卡塔琳娜州的一个市镇。总面积121.891平方公里，总人口5501人，人口密度45.1人/平方公里。